# Grande Israel

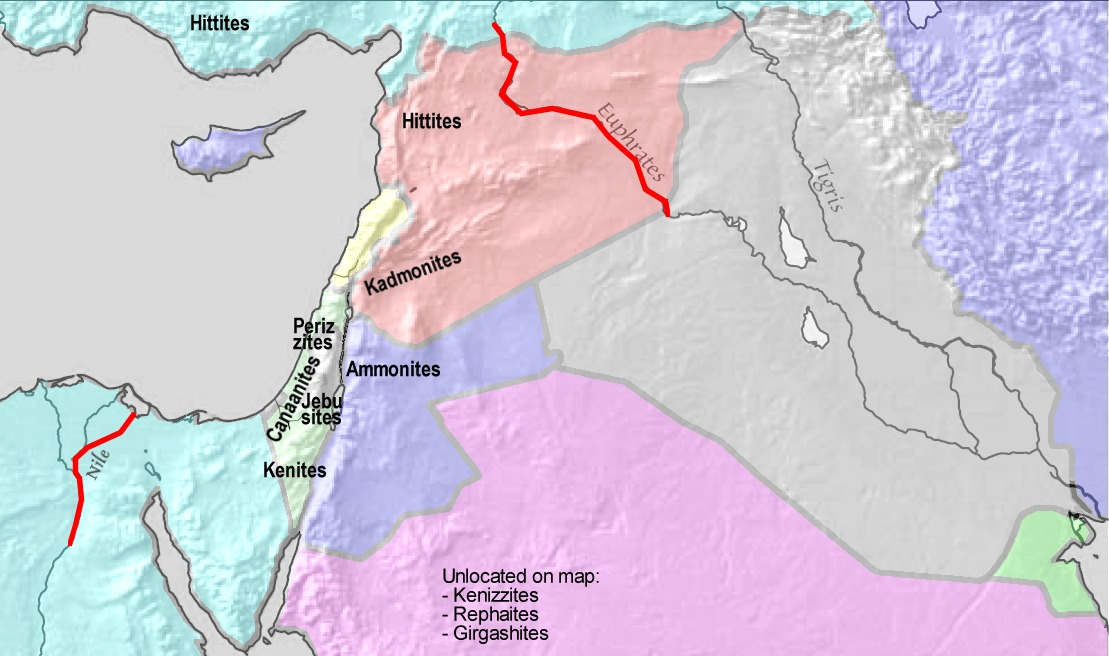
Os limites da Terra de Israel definidos por Genesis 15:18–21

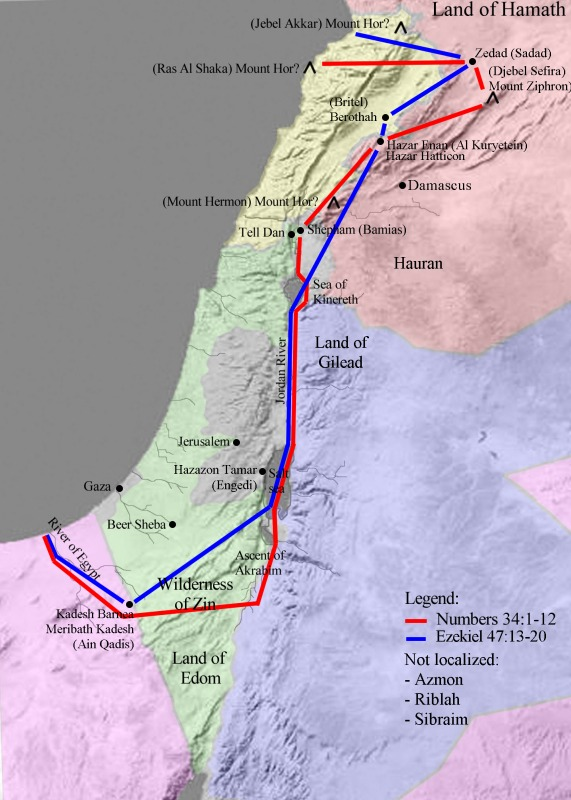
Os limites da Terra de Israel definidos por Ezequiel (linha azul) e na Torá (linha vermelha).

O Grande Israel (em hebraico:  ארץ ישראל השלמה, Eretz Yisrael Hashlemah é um termo irredentista que busca restaurar os limites históricos e bíblicos da Terra de Israel. O objetivo dos nacionalistas israelenses é restaurar os limites do Israel bíblico. Está no livro de Gênesis 15:18–21, que descreve a aliança entre Deus e Abraão, "do rio do Egito até o grande rio Eufrates"
O termo gera polêmicas de maior expressão devido aos vários significados bíblicos e políticos ao longo do tempo. Atualmente, a definição mais comum das terras englobadas pelo termo é o território do Estado de Israel, juntamente com os Territórios Palestinos. Outras definições anteriores, favorecidas pelo sionismo revisionista, inclui o território do antigo Mandato Britânico da Palestina (com a Transjordânia, que se desenvolveu independentemente após 1923). Outros usos religiosos referem-se a uma das definições da bíblica Terra de Israel encontrada em Gênesis 15,18–21, Deuteronômio 11:24, Deuteronômio 1:7, Números 34:1–15 ou Ezequiel 47:13–20.
Os nacionalistas israelenses exacerbados utilizam desse conceito para justificar as guerras árabe-israelenses e a ocupação dos territórios da Cisjordânia, Faixa de Gaza e Colinas de Golan.
Em agosto de 2025, o primeiro-ministro israelense Benjamin Netanyahu disse em uma entrevista à i24NEWS que estava em uma "missão histórica e espiritual" e que está "muito" apegado à visão do Grande Israel, que inclui áreas palestinas e possivelmente também lugares que fazem parte da Jordânia, Egito, Síria e Líbano.